# هرالد کاپریلی
هرالد کاپریلی (انگلیسی: Araldo Caprili; ۱۰ سپتامبر ۱۹۲۰ – ۹ ژانویهٔ ۱۹۸۲) بازیکن فوتبال اهل ایتالیا بود.
از باشگاه‌هایی که در آن بازی کرده‌است می‌توان به باشگاه فوتبال یوونتوس و باشگاه فوتبال اسپتزیا اشاره کرد.